# Nino (football)
Pour les articles homonymes, voir Nino.
Juan Francisco Martínez Modesto, dit Nino, né le 10 juin 1980 à Vera (province d'Almería), est un ancien footballeur espagnol qui évoluait au poste d'attaquant.

## Biographie
Nino commence sa carrière à l'Elche CF, son club formateur. Il fait ses débuts en deuxième division espagnole avec Elche lors de la saison 1999-2000.
Lors de l'été 2006, il est transféré au club du Levante UD. Avec Levante, il a notamment l'opportunité de découvrir la Première division espagnole, et de jouer contre des clubs prestigieux comme le Real Madrid ou le FC Barcelone.
En 2007, n'ayant pu s'imposer à Levante, il est prêté, puis transféré définitivement au CD Tenerife, club qui joue en Segunda Division (D2).
Lors de la saison 2008-2009, Nino termine meilleur buteur de la Liga Adelante (deuxième division) en inscrivant 29 buts.

## Carrière
- 1998-2006 : Elche CF  Espagne
- 2006-2007 : Levante UD  Espagne
- 2007-2011 : CD Tenerife  Espagne
- 2011-2016 : Osasuna Pampelune  Espagne[1],[2]
- 2016-2021 : Elche CF

## Palmarès

### En club
Vierge

### Distinction personnelle
- Meilleur buteur du championnat d'Espagne de D2 en 2009 avec 29 buts